# 과거는 왜 물어
"과거는 왜 물어"는 1976년에 개봉한 대한민국의 영화이다.

## 캐스팅
- 민지환
- 염복순
- 송재호
- 도금봉
- 박원숙
- 추석양
- 김경란
- 박예숙
- 최재호
- 박동룡
- 김신명